# Dan Scavino
Daniel Scavino Jr. (né le 15 janvier 1976) est un conseiller politique américain. Il exerce entre 2016 et 2021 les fonctions de chef de cabinet adjoint de la Maison-Blanche pour les communications et directeur des réseaux sociaux,.

## Biographie
Scavino est né à New York et a grandi dans la région,. En 1998, il obtient une licence en communication de l'université d'État de New York à Plattsburgh.
Pendant ses études, il travaille au Briar Hall Country Club (rebaptisé plus tard Trump National Golf Club Westchester) et, en 1992, il devient le caddie attitré de Donald Trump quand celui-ci vient à New York.

## Carrière
Après un stage chez Disney, Scavino travaille dans l'industrie pharmaceutique (Galderma) avant de se voir proposer un poste de cadre au Trump National Golf Club Westchester, un club de golf appartenant au milliardaire américain Donald Trump. Il en devient directeur général quatre ans plus tard. Il tente ensuite de monter sa propre entreprise de consultant, sans succès, avant de contacter Eric Trump, le fils du futur président, pour lui proposer ses services en cas de campagne présidentielle.

### Campagne présidentielle de Trump
Scavino participe à la campagne présidentielle de Donald Trump dès son démarrage en juin 2015. En février 2016, Trump le nomme directeur des réseaux sociaux.
Au cours du week-end du 4 juillet 2016, une controverse éclate lorsque le compte Twitter de Trump publie une image d'Hillary Clinton sélectionnée par Scavino, accompagnée d'un texte en forme d'étoile de David, et la baptisant la « candidate la plus corrompue de tous les temps ». Or l'image provient d'un forum antisémite et suprémaciste blanc. Devant la levée de boucliers, Scavino et son équipe se défend en disant que l'étoile est un "insigne de shérif", mais finit par supprimer le micromessage avant le republier avec une nouvelle image où un cercle remplace l'étoile.

### À la Maison-Blanche

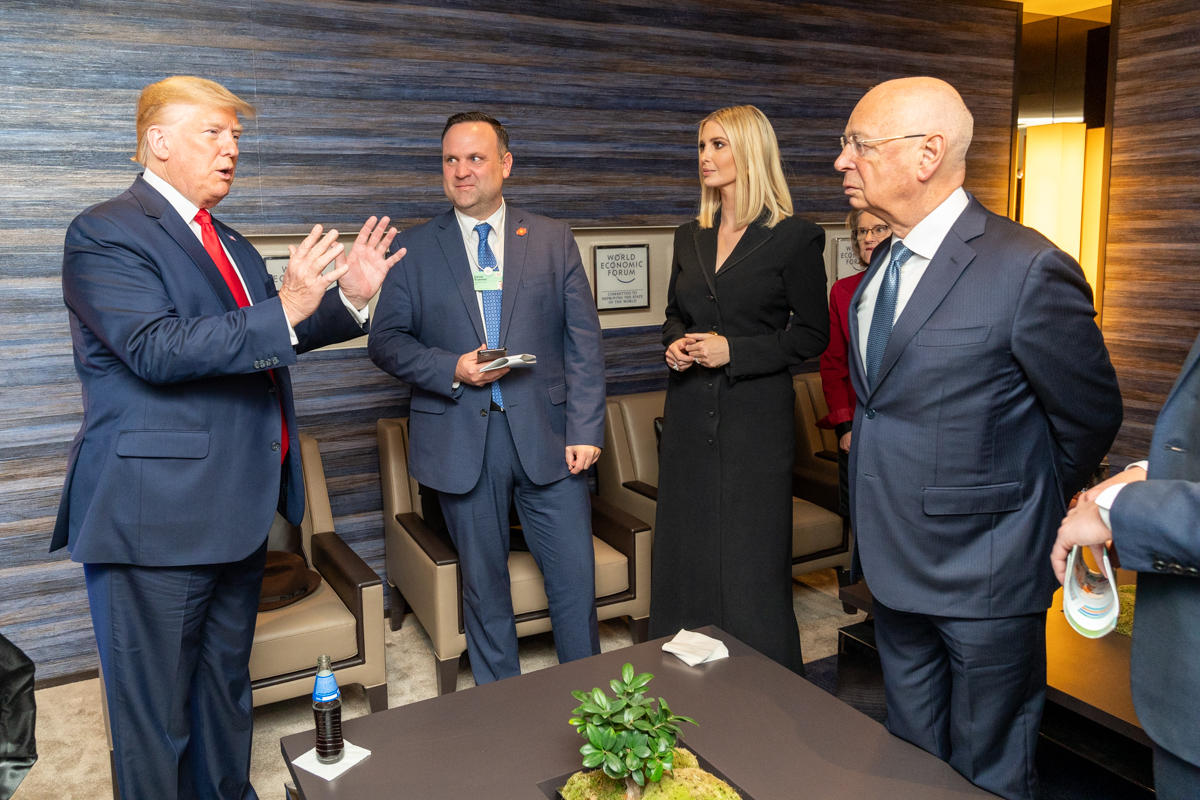
Donald Trump, Scavino (deuxième à gauche), Ivanka Trump et le président exécutif du Forum économique mondial Klaus Schwab se rencontrent à Davos, en Suisse, en 2020

Avant même l'entrée en fonction du nouveau président, le 22 décembre 2016, Scavino est nommé directeur des réseaux sociaux de la Maison-Blanche.
En avril 2017, l'avocat Richard Painter accuse Scavino de violer la loi Hatch de 1939 qui interdit aux membres de l'administration de se livrer à des activités électorales. En effet, Scavino, de son compte Twitter personnel, a appelé à battre le député Justin Amash. Scavino est blâmé par le Bureau fédéral du Conseil spécial : il a bel et bien enfreint la loi Hatch, de futures violations "pourraient entraîner d'autres mesures".
Proche du président, Scavino est l'homme qui écrit les tweets de Trump. Il est connu pour fréquenter des sources très politisées du Web, comme le forum conspirationniste « r / The_Donald ». La chaîne de communication entre Trump et Scavino est connue : « quand les membres du cabinet estiment que le président doit prendre la parole sur un sujet, ils lui font passer un mémo avec le résumé de l’affaire, accompagné de plusieurs messages de 280 caractères écrits dans une langue proche de la sienne (grammaire peu sophistiquée, style grandiloquent, points d’exclamation, majuscules, etc.). Le président choisit la version qu’il préfère, lui apportant parfois des corrections, et la confie à Dan Scavino qui la saisit et l’envoie. »
En 2018 et jusqu'à la fin du mandat présidentiel, Scavino est le plus ancien conseiller de l'administration Trump. Si le projet d'une Bibliothèque présidentielle du président Trump voyait le jour, il est, en janvier 2021, pressenti pour en prendre la direction.

## Vie privée
Daniel et Jennifer Scavino se sont mariés en 2000 ; ils ont deux enfants. Son épouse a demandé le divorce en janvier 2018.